# 長陽站 (日本)

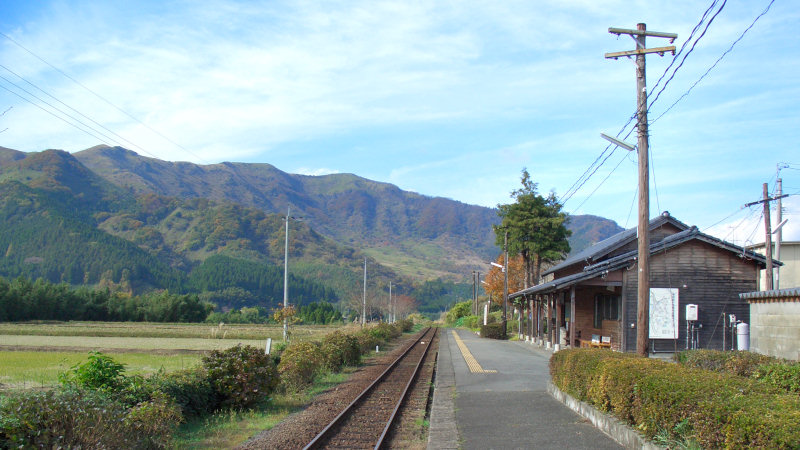
月台

長陽站（日语：／ Choyo eki */?）是位於熊本縣阿蘇郡南阿蘇村大字河陽，南阿蘇鐵道的高森線車站。

## 歷史
- 1928年（昭和3年）2月12日 - 車站啟用。
- 1971年（昭和46年）2月20日 - 成為無人車站[1]。
- 1986年（昭和61年）4月1日 - 高森線由南阿蘇鐵道接管，成為南阿蘇鐵道高森線車站。
- 2016年（平成28年）4月14日至4月16日 - 受到熊本地震影響，路軌、橋粱和隧道受損，使列車暫停服務。
- 2023年（令和5年）7月15日：随立野 - 中松区间恢复运行而重新开始运行[2][3]。

## 車站構造
車站是一座地面車站，設有1面1線的單式月台。此站是無人車站，設有木製車站大樓。現時，車站事務所部分位於改裝為久永屋咖啡店，咖啡店於星期六與日營業。

## 使用狀況
| 年度   | 1日平均 乘車人次 | 1日平均 上下車人次 |
| ------ | ---------------- | ------------------ |
| 2011年 | 43               | 87                 |
| 2012年 | 41               | 83                 |
| 2013年 | 46               | 90                 |
| 2014年 | 38               | 77                 |
| 2015年 | 37               | 75                 |
| 2016年 | 暫停營業         | 暫停營業           |

## 車站周邊
- 阿蘇森林組合南部分所 - 位於站前廣場。
- 南阿蘇村長陽廳舍
- 南阿蘇村立長陽中學（日语：南阿蘇村立長陽中学校）
- 地獄溫泉（日语：地獄温泉）、垂玉溫泉（日语：垂玉温泉） - 轉乘的士15分鐘
- 寶來寶來神社[10]
- 國道325號（日语：国道325号） - 共有繞道和舊道（現時：村道）2條路行走。　主要巴士路線於舊道上行走，距離此站約400米。

## 巴士路線
產交巴士
- 長陽站前 - 位於站前100米的國道325號舊道（村道）上

## 相鄰車站
南阿蘇鐵道
高森線
立野－長陽－加勢
立野站至此站之間會途經第一白川橋樑。

## 注腳
1. ↑  日本國有鐵道公示S46.2.18公53
2. ↑  . NHK熊本放送局. 2023-07-05  [2023-07-12]. 原始内容存档于2023-07-12.
3. ↑  . 南阿蘇鉄道. 2023-05-19  [2023-06-10]. 原始内容存档于2023-07-12.
4. ↑  国土数値情報(駅別乗降客数データ)  （页面存档备份，存于）（日語） - 國土交通省，2018年3月22日參閲
5. ↑   （页面存档备份，存于）（日語） - 九州運輸要覧，2018年3月26日參閲
6. ↑   （页面存档备份，存于）（日語） - 九州運輸要覧，2018年3月26日參閲
7. ↑   （页面存档备份，存于）（日語） - 九州運輸要覧，2018年3月26日參閲
8. ↑   （页面存档备份，存于）（日語） - 九州運輸要覧，2018年3月26日參閲
9. ↑   （页面存档备份，存于）（日語） - 九州運輸要覧，2018年3月26日參閲
10. ↑  寶來寶來神社 （页面存档备份，存于）（日語）

## 外部連結
- 長陽｜南阿蘇鐵道 （页面存档备份，存于）（日語）